# یخبندان هیرنانتین
یخبندان هیرنانتین (انگلیسی: Hirnantian glaciation) حدود ۴۴۵ میلیون سال پیش اتفاق افتاد و زمین در آن زمان بسیار سرد شد و بخش‌هایی از قاره‌ها با یخ پوشیده شدند. این سرمای ناگهانی باعث پایین آمدن سطح دریا و انقراض بسیاری از جانوران دریایی شد. دلیل این یخبندان احتمالاً کاهش گاز CO₂ در جو و تغییرات در موقعیت قاره‌ها و مدار زمین بوده است.
یخبندان هیرنانتین  که با نام‌های دیگری همچون یخبندان آند-صحرا، عصر یخبندان آغازین دیرینه‌زیستی (EPIA), خانه یخی آغازین دیرینه‌زیستی، یخبندان اردویسین پسین یا یخبندان پایان اردویسین نیز شناخته می‌شود، پدیده‌ای زمین‌شناختی بود که در حدود ۴۶۰ تا ۴۲۰ میلیون سال پیش، در اواخر دورهٔ اردویسین و دورهٔ سیلورین، روی داد.
پیش‌تر گمان می‌رفت که این دورهٔ یخبندان تنها شامل یخبندان هیرنانتین باشد، اما اکنون مشخص شده که این رویداد، فرایندی تدریجی و بلندمدت‌تر بوده است، که احتمالاً از دوران داریویلین آغاز شده و حتی ممکن است به دوران فلوئین بازگردد.

## شواهد زمین‌شناسی
شواهد این یخبندان در مناطقی چون شبه‌جزیره عربستان، شمال آفریقا، آفریقای جنوبی، برزیل، پرو، بولیوی، شیلی، آرژانتین و وایومینگ یافت شده است. این یخبندان باعث خنک شدن دمای اقیانوس‌های گرمسیری تا حدود ۵ درجهٔ سانتی‌گراد نسبت به امروز شد که این کاهش دما عامل مهمی در آغاز یخبندان بود.

## اثرات زیست‌محیطی
یخبندان اردویسین پسین به‌طور گسترده‌ای به‌عنوان عامل اصلی رویداد انقراض اردویسین–سیلورین شناخته می‌شود، که تنها دورهٔ یخبندانی است که با یک انقراض گستردهٔ جانوری همراه بوده است و حدود ۶۱٪ از گونه‌های دریایی را از بین برد.

## گستره و شدت
برآوردها دربارهٔ حجم بیشینهٔ یخسارها از ۵۰ تا ۲۵۰ میلیون کیلومتر مکعب متفاوت است و مدت آن از ۳۵ میلیون سال تا کمتر از ۱ میلیون سال تخمین زده شده است. در اوج خود در دوران هیرنانتین، این عصر یخبندان احتمالاً به‌مراتب شدیدتر از آخرین بیشینه یخچالی در پایان پلیستوسن بوده است.
از آنجا که بیشتر خشکی‌ها در نیم‌کره جنوبی واقع شده بودند، یخبندان در نیم‌کره شمالی بسیار ناچیز بود.

## خط زمانی

### یخبندان‌های پیشاهیرنانتین
نخستین شواهد احتمالی از یخبندان از نوسانات ایزوتوپ اکسیژن در آپاتیت قیف‌دندانان مربوط به دوره فلوئین به‌دست آمده که تناوب آن‌ها ویژگی دوره‌های چرخه‌های میلانکوویچ را دارد و به‌عنوان بازتاب دوره‌های رشد و کاهش متناوب کلاهک‌های یخی قطبی تفسیر شده است. همچنین یک یخبندان فرضی در میانهٔ دوره داریویلین با افزایش مثبت ایزوتوپ کربن (MDICE) هم‌زمان بوده است. تغییرات سطح دریا که به احتمال زیاد بازتاب یخبندان‌سطحی (glacioeustasy) بوده‌اند، از این دوره زمین‌شناسی در حدود ۴۶۷ میلیون سال پیش گزارش شده‌اند. بااین‌حال، هیچ نهشتهٔ یخچالی شناخته‌شده‌ای از اردویسین میانی وجود ندارد که بتواند شواهد مستقیم زمین‌شناختی برای یخبندان ارائه دهد.
شواهد ایزوتوپی از دوره سندبین، از وجود سه یخبندان احتمالی حکایت دارد: یخبندان آغازین سندبین، میانی سندبین و پایانی سندبین. با اینکه تاریخ‌گذاری زیست‌چینه‌شناسی نهشته‌های یخبندان در گندوانا مشکل‌ساز بوده، اما شواهدی وجود دارد که نشان می‌دهد یخبندان از مرحله سندبین (تقریباً ۴۵۱ تا ۴۶۱ میلیون سال پیش) آغاز شده بوده است.
پراکندگی گراپتولیت‌ها در بازهٔ زمانی «زون زیستی گراپتولیت Nemacanthus gracilis» نشان‌دهندهٔ گستره‌ای از عرض‌های جغرافیایی گرمسیری و نیمه‌گرمسیری مشابه وضعیت امروزی است، که با توجه به وجود شیب تند زیستی ـ جغرافیایی، برخلاف دوره‌های گلخانه‌ای، حاکی از قرار داشتن زمین در یک وضعیت نیمه‌خانه‌یخی در آغاز سندبین (حدود ۴۶۰ میلیون سال پیش) است.
در دوره کاتیان یخبندان‌های کوتاه‌مدت متعددی روی دادند: سه یخبندان بسیار کوتاه در آغاز کاتیان، یخبندان راکوره در اواخر آغاز کاتیان، یخبندان میانی کاتیان، یخبندان آغاز اشگیل در اوایل پایان کاتیان و یخبندان پایانی کاتیان که بلافاصله پیش از یخبندان هیرنانتین با یک رویداد گرم‌شدگی سریع در زون گراپتولیتی Paraorthograptus pacificus همراه بود.
شواهدی از تغییرات عمده در شکل‌گیری آب‌های زیرین در اقیانوس‌ها که معمولاً نشانگر تغییرات ناگهانی اقلیم جهانی است، از کاتیان به‌دست آمده است. تغییر در نسبت‌های ایزوتوپی کربن و نئودیمیم که با زیست‌چینه‌شناسی گراپتولیت‌ها هماهنگ‌اند نیز شواهد بیشتری برای وجود چرخه‌های یخبندان‌سطحی در کاتیان ارائه می‌دهند، همین‌طور نوسانات δ18O در آپاتیت کونودونت‌های کنتاکی و کبک نیز احتمالاً بازتاب تغییرات سطح دریا در اثر یخبندان هستند. با این حال، وجود یخبندان‌ها در دوره کاتیان همچنان مورد مناقشه است. داده‌های δ18O مربوط به بازوپایان و آب دریا از قوس سین‌سیناتی دمایی را نشان می‌دهند که بیشتر با شرایط گلخانه‌ای همخوانی دارد.

### یخبندان هیرنانتین

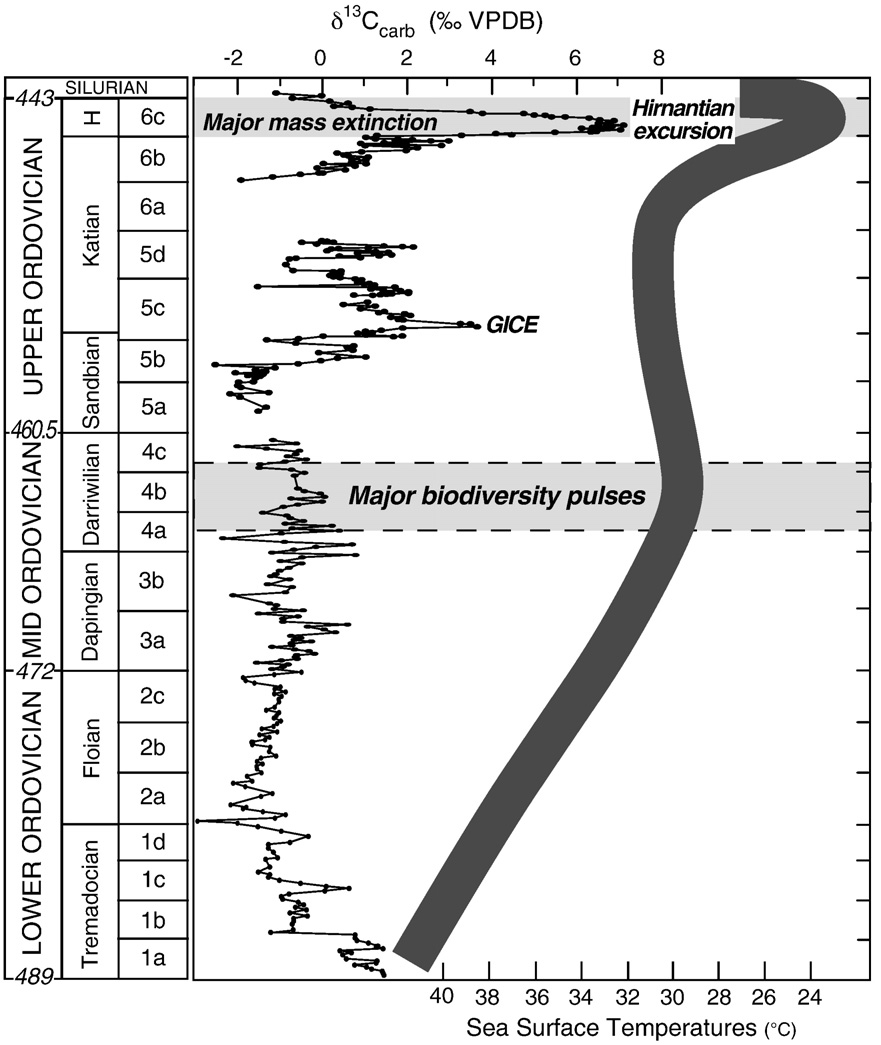
نمودار دوره اردویسین که در بالاترین بخش آن، شیفت شدید در ایزوتوپ کربن-۱۳ و کاهش تند دمای سطح دریا مشاهده می‌شود.

در مرز کاتیان-هیرنانتین، یک رویداد سرمایش ناگهانی باعث گسترش سریع یخسارها شد و یکی از شدیدترین یخبندان‌های پیدازیستی را رقم زد، رویدادی بسیار سرد که عموماً با نخستین موج انقراض بزرگ اردویسین پیوند داده می‌شود.
در آغاز هیرنانتین، یک جابه‌جایی چشمگیر در δ18O رخ داد؛ دامنهٔ این تغییر (۲ تا ۴ در هزار) بسیار غیرمعمول بود. جهت این تغییر حاکی از سرمایش یخچالی و احتمالاً افزایش حجم یخسارهاست. برای وقوع این تغییرات ایزوتوپی، سطح دریا باید حدود ۱۰۰ متر افت کرده و دمای اقیانوس‌های گرمسیری حدود ۱۰ درجه کاهش یافته باشد.
داده‌های رسوب‌شناسی نشان می‌دهند که در اردویسین پسین، صفحات یخی منطقه کفره را یخچال‌پوش کرده‌اند. احتمالاً این صفحات یخی پوشش پیوسته‌ای بر شمال آفریقا و شبه‌جزیره عربستان نیز ایجاد کرده بودند. در تمامی مناطقی از شمال آفریقا که شیل‌های دوران لاندووری یافت می‌شود، نهشته‌های یخچالی اردویسین پسین در زیر آن‌ها دیده می‌شود، که احتمالاً به‌دلیل وجود آب‌های بی‌اکسیژن در این حوضه‌ها بوده است.
در پایان هیرنانتین، یخسارها به‌طور ناگهانی عقب‌نشینی کردند که با دومین موج انقراض اردویسین هم‌زمان شد. پس از آن، زمین وارد دوره‌ای با اقلیم گرم‌تر در دوران رودانین شد. این گرمایش در اواخر هیرنانتین با یک تغییر ناگهانی در δ18O به سوی مقادیر منفی‌تر همراه بود. همچنین مقادیر δ13C نیز در آغاز سیلورین به‌شدت افت کرد.

### یخبندان‌های دوره سیلورین
پس از دوره نسبتاً گرم رودانین، رویدادهای یخبندان در آغاز و پایان دوره آئروین رخ داد. یخبندانی دیگر از اواخر تلیچیان تا میانه شینوودیان ادامه یافت. از آغاز تا پایان دوره هومرین، زمین دوباره در مرحله‌ای یخبندان قرار داشت. آخرین یخبندان عمده دوران یخبندان پالئوزوئیک آغازین (EPIA) در دوره لودفوردین روی داد و با رویداد لائو همراه بود.
در این دوره، نشانه‌های یخبندان در عربستان، صحرای آفریقا، غرب آفریقا، جنوب آمازون و رشته‌کوه آند مشاهده شده‌اند، و معلوم شده که مرکز یخبندان از صحرای آفریقا در دوره اردویسین (۴۵۰ تا ۴۴۰ میلیون سال پیش) به آمریکای جنوبی در دوره سیلورین (۴۴۰ تا ۴۲۰ میلیون سال پیش) جابه‌جا شده است. به گفته ایلز و یانگ، «یک دوره عمده یخبندان در حدود ۴۴۰ میلیون سال پیش در چینه‌های انتهای اردویسین (عمدتاً اردویسین) در غرب آفریقا (تشکیلات تاماجرت در صحرای آفریقا)، در مراکش (حوضه تندوف) و در مرکز غربی عربستان سعودی ثبت شده است؛ تمام این نواحی در آن زمان در عرض‌های جغرافیایی قطبی قرار داشته‌اند. از انتهای اردویسین تا دور لاندووری، مرکز یخبندان از شمال آفریقا به جنوب غربی آمریکای جنوبی جابه‌جا شد.»
یخچال‌های قاره‌ای در آفریقا و شرق برزیل پدید آمدند، درحالی‌که یخچال‌های کوهستانی در رشته‌کوه آند شکل گرفتند. در غرب آمریکای جنوبی (پرو، بولیوی و شمال آرژانتین) دیامیکتیت‌های یخچالی-دریایی در لایه‌هایی میان توربیدیت‌ها، شیل‌ها، جریان‌های گِلی و جریان‌های آواری یافت شده‌اند که به سیلورین آغازین (لاندووری) تاریخ‌گذاری شده‌اند، و این یخبندان به جنوب در آرژانتین شمالی و پاراگوئه غربی گسترش یافته و احتمالاً به شمال نیز در پرو، اکوادور و کلمبیا کشیده شده است.
یک دوره یخبندان عمده، یعنی یخبندان آند-صحرایی، پس از عصرهای یخبندان کریوژنین (۷۲۰ تا ۶۳۰ میلیون سال پیش، یعنی یخبندان استورتین و یخبندان مارینویی) که اغلب به عنوان زمین گوی برفی شناخته می‌شوند، و پیش از یخبندان کَرو (۳۵۰ تا ۲۶۰ میلیون سال پیش) روی داده است.

## شواهد

### سنگ‌شناسی
- توالی سازه‌ای دولومیت بیگ‌هورن (که نمایندهٔ انتهای دوره اردویسین است)، با انباشت تدریجی یخچال‌ها سازگار است. توالی‌های دولومیت بیگ‌هورن تغییرات منظم در چرخه‌های درونی خود را نشان می‌دهند که این تغییرات به‌عنوان گذار از آب‌وهوای گلخانه‌ای به آب‌وهوای در حال گذار به یخبندان تفسیر شده‌اند.[۱۱]

## علل احتمالی

### کاهش CO₂
یکی از عواملی که در اوایل دوره پالئوزوئیک مانع از یخبندان می‌شد، سطح بالای CO₂ جَوّی بود که در آن زمان حدود ۸ تا ۲۰ برابر سطح پیشاصنعتی تخمین زده می‌شود. اما تابش خورشیدی در انتهای دوره اردویسین به‌مراتب کمتر بود؛ ۴۵۰ میلیون سال پیش، میزان تابش خورشید بر زمین حدود ۱۳۱۲ وات بر متر مربع بود، درحالی‌که امروزه این مقدار حدود ۱۳۶۰٫۸۹ وات بر متر مربع است. افزون بر این، به نظر می‌رسد که غلظت CO₂ در دوره هیرنانتین به‌طور قابل‌توجهی کاهش یافته و ممکن است باعث یخبندان گسترده در پی روند کلی سرمایش شده باشد.
روش‌های کاهش CO₂ در آن زمان به‌خوبی شناخته نشده‌اند و هنوز محل بحث هستند. نظریاتی چون گسترش گیاهان خشکی‌زی، افزایش دفن کربن آلی در اقیانوس‌ها، و کاهش گازدهی آتشفشانی CO₂ پیشنهاد شده‌اند. با وجود این، ممکن بود یخبندان در شرایط غلظت بالای CO₂ نیز آغاز شود، هرچند این امر وابستگی زیادی به چیدمان قاره‌ها داشت.

#### هوازدگی سیلیکاتی
چرخه کربنات–سیلیکات بلندمدت یکی از سازوکارهای اصلی حذف CO2 از جو است که آن را به بی‌کربنات تبدیل می‌کند و در رسوبات دریایی ذخیره می‌سازد. این فرایند اغلب با کوه‌زایی تاکونیک مرتبط دانسته می‌شود، یعنی رویدادی کوه‌زایی در ساحل شرقی لورنتیا (آمریکای شمالی امروزی).
فرضیهٔ دیگری بیان می‌کند که در دوره کاتیان، یک استان آذرین بزرگ فرضی به دلیل فعالیت آتشفشانی قاره‌ای شدید، باعث سیلاب بازالتی شده است. در کوتاه‌مدت، این پدیده مقدار زیادی CO2 وارد جو می‌کرد که ممکن است توضیحی برای جهش گرم‌شدن در کاتیان باشد. اما در بلندمدت، این سیلاب‌ها جلگه‌هایی از سنگ بازالت بر جای می‌گذاشتند و سنگ‌های گرانیتی را می‌پوشاندند. سنگ‌های بازالتی بسیار سریع‌تر از سنگ‌های گرانیتی دچار هوازدگی می‌شوند و در نتیجه، CO2 را با نرخ بسیار بالاتری از جو حذف می‌کردند.
سطح CO2 همچنین ممکن بود در اثر شتاب‌گیری هوازدگی سیلیکاتی ناشی از گسترش گیاهان غیرآوندی خشکی کاهش یافته باشد. گیاهان آوندی تنها ۱۵ میلیون سال پس از این یخبندان پدیدار شدند.

#### دفن کربن آلی
شواهد ایزوتوپی به یک جهش مثبت جهانی در δ13C در دوره هیرنانتین اشاره دارد که تقریباً هم‌زمان با جهش مثبت در δ18O کربنات‌های دریایی رخ داده است.
این تغییر به نام انحراف ایزوتوپی کربن هیرنانتین (HICE) شناخته می‌شود.
جهش مثبت δ13C نشان‌دهندهٔ تغییری در چرخه کربن است که به دفن بیشتر کربن آلی انجامیده است، هرچند برخی پژوهشگران این تغییر را ناشی از افزایش هوازدگی سکوهای کربناته بر اثر افت سطح دریا می‌دانند.
این دفن بیشتر کربن آلی باعث کاهش سطح CO2 جو و اثر گلخانه‌ای وارونه شد که امکان وقوع یخبندان را بیشتر ساخت.

#### انفجار پرتو گاما
برخی پژوهشگران، انفجار پرتو گاما (GRB) را به‌عنوان علت یخبندان ناگهانی آغاز هیرنانتین پیشنهاد کرده‌اند.
تأثیر یک GRB ده‌ثانیه‌ای در فاصلهٔ کمتر از دو پارسک از زمین، معادل شار انرژی ۱۰۰ کیلوژول بر متر مربع بود. این انفجار باعث بارش مقادیر زیادی نیتریک اسید بر سطح زمین می‌شد که شکوفایی فتوسنتزکنندگان محدودشده با نیترات را موجب می‌گشت، و این موجودات مقدار زیادی CO2 از جو جذب می‌کردند.
افزون بر این، GRB باعث تخلیه شدید ازون می‌شد، که گازی گلخانه‌ای قوی است. این امر از طریق واکنش ازون با نیتریک اکسید حاصل از شکافت نیتروژن مولکولی و واکنش آن با اکسیژن رخ می‌داد.

### برخورد شهاب‌سنگ

#### رویداد شهاب‌سنگی اردویسین
شکستگی جسم مادر کندریت‌های L باعث بارش ماده فرازمینی بر زمین شد که به آن رویداد شهاب‌سنگی اردویسین گفته می‌شود. این رویداد موجب افزایش غبار استراتوسفری به میزان ۳ تا ۴ مرتبه بزرگی شد و ممکن است با بازتاب نور خورشید به فضا، عصر یخبندان را آغاز کرده باشد.

#### ساختار برخوردی دنیلیکوئین
مقاله‌ای در سال ۲۰۲۳ پیشنهاد می‌کند که یخبندان هیرنانتین ممکن است نتیجهٔ زمستان برخوردی ناشی از برخوردی باشد که ساختار دنیلیکوئین را در استرالیا (جنوب شرقی کنونی) پدیدآورد، هرچند این فرضیه هنوز آزموده نشده است.

### حلقهٔ آواری
مطالعه‌ای در ۲۰۲۴ نشان می‌دهد که به‌جای برخورد کامل، جسم مادر کندریت‌های L ممکن است برخورد نزدیکی با زمین داشته که بخشی از آن بر اثر گرانش زمین جدا شده باشد. این بقایا ممکن است یک سامانه حلقه‌ای پیرامون زمین پدیدآورده باشند، و ریزش آوار از این حلقه باعث سایه‌افکنی بر زمین و سرمایش شدید شده باشد.
شواهد این امر، توزیع خاص دهانه‌های برخوردی دوره رویداد شهاب‌سنگی اردویسین است که به‌جای پراکندگی تصادفی، در نواری خاص پدیدار می‌شوند، که ممکن است حاصل ریزش آوار حلقه باشد. این حلقه ممکن است تا نزدیک به ۴۰ میلیون سال پایدار بوده باشد.

### ذرات معلق آتشفشانی
گرچه فعالیت آتشفشانی معمولاً باعث گرمایش به‌سبب رهاسازی گازهای گلخانه‌ای می‌شود، اما ممکن است از طریق تولید هواپخشهای بازتابندهٔ نور، به سرمایش نیز بینجامد.
شواهد نیرومندی از فعالیت آتشفشانی در دوره هیرنانتین وجود دارد، ازجمله غلظت‌های غیرعادی بالای جیوه (Hg) در مناطق مختلف.
دی‌اکسید گوگرد و دیگر گازهای گوگرددار آتشفشانی در استراتوسفر به ذرات معلق تبدیل می‌شوند و فوران‌های کوتاه‌مدت استان‌های آذرین بزرگ ممکن است از این راه باعث سرمایش شوند.
هرچند شواهد مستقیمی از وجود استان آذرین بزرگ در دوره هیرنانتین در دست نیست، آتشفشان‌خیزی همچنان می‌تواند عاملی مهم باشد. فوران‌های انفجاری که مرتباً آوار و ترکیبات فرّار را به استراتوسفر می‌فرستند، در تولید آئروسل‌های سولفاتی بسیار مؤثرند.
لایه‌های خاکستر در اردویسین پسین رایج‌اند و سوابق پیریت هیرنانتین ناهنجاری‌های ایزوتوپ گوگرد را نشان می‌دهند که با فوران‌های استراتوسفری هم‌خوانی دارند.
فوران عظیمی که لایه‌های بنتونیت دیکه و میل‌بریگ را پدیدآورد، به‌طور خاص با سرمایش جهانی پیوند دارد، زیرا با جهش مثبت ایزوتوپ اکسیژن و غلظت بالای گوگرد در لایه بنتونیت خود هم‌زمان است.

### تغییر سطح دریا
یکی از علل احتمالی افت دما در این دوره، افت سطح دریا است.
برای آغاز شکل‌گیری صفحات یخی گسترده، ابتدا باید سطح دریا کاهش یابد. افت سطح دریا، زمین بیشتری را برای رشد صفحات یخی فراهم می‌کند.
گرچه زمان‌بندی تغییر سطح دریا محل بحث است، شواهدی وجود دارد که افت سطح دریا پیش از اردویسین آغاز شده بود که این موضوع می‌توانسته عاملی کمک‌کننده به یخبندان باشد.

### دیرینه‌جغرافیا
چیدمان ممکنِ دیرینه‌جغرافیا در بازهٔ زمانی ۴۶۰ تا ۴۴۰ میلیون سال پیش، بین دوره‌های کارادوکین و اشجیلیان قرار می‌گیرد. انتخاب این چیدمان مهم است، زیرا چیدمان کارادوکین احتمال تشکیل یخچال در شرایط غلظت بالای CO2 را بیشتر می‌کند، درحالی‌که چیدمان اشجیلیان با احتمال تشکیل یخچال در غلظت پایین CO2 هم‌خوانی دارد.
ارتفاع خشکی نسبت به سطح دریا نیز نقش مهمی ایفا می‌کند، به‌ویژه پس از شکل‌گیری صفحات یخی؛ ارتفاع بالاتر باعث پایداری بیشتر یخچال‌ها می‌شود، درحالی‌که ارتفاع پایین‌تر امکان تشکیل یخ را آسان‌تر می‌کند. دورهٔ کارادوکین دارای ارتفاع سطحی پایین‌تری در نظر گرفته می‌شود و اگرچه برای آغاز یخبندان در شرایط CO2 بالا مناسب‌تر است، اما حفظ پوشش یخچالی در آن دشوارتر است.
بر اساس دانش ما از زمین‌ساخت، حرکت گوندوانا به سوی قطب جنوب به زمانی بیش از حد نیاز داشت تا بتواند یخبندان را آغاز کند. حرکت زمین‌ساختی معمولاً چندین میلیون سال طول می‌کشد، اما مقیاس زمانی یخبندان کمتر از یک میلیون سال به نظر می‌رسد. البته، بازهٔ زمانی دقیق یخبندان از کمتر از ۱ میلیون تا ۳۵ میلیون سال تخمین زده شده است، بنابراین هنوز امکان آن وجود دارد که حرکت زمین‌ساختی موجب آغاز این یخبندان شده باشد.
گزینهٔ جایگزین این است که پدیدهٔ چرخش قطبی واقعی (TPW) و نه حرکت معمول صفحه‌ها، عامل آغاز یخبندان هیرنانتین بوده باشد. داده‌های دیرینه‌مغناطیسی بین ۴۵۰ تا ۴۴۰ میلیون سال پیش، چرخش قطبی واقعی حدود ۵۰ درجه با حداکثر سرعت حدود ۵۵ سانتی‌متر در سال را نشان می‌دهند که بهتر از زمین‌ساخت معمول می‌تواند حرکت سریع قاره‌ها را توضیح دهد.

#### انتقال گرمای اقیانوسی به سوی قطب‌ها
انتقال گرمای اقیانوس، نقش کلیدی در گرم‌کردن قطب‌ها دارد، زیرا آب گرم را از استوا به عرض‌های جغرافیایی بالاتر می‌برد. تضعیف این جریان ممکن است به قطب‌ها امکان داده باشد تا در شرایط CO2 بالا سرد شده و یخ تولید شود.
به‌دلیل پیکربندی دیرینه‌جغرافیایی قاره‌ها، انتقال گرمای اقیانوسی در اواخر اردویسین احتمالاً قوی‌تر بوده است.
بااین‌حال، پژوهش‌ها نشان می‌دهند که برای وقوع یخبندان، انتقال گرما به سوی قطب باید ضعیف‌تر باشد که این مسئله باعث تناقض در درک فعلی ما شده است.

### پارامترهای مداری
پارامترهای مداری ممکن است در کنار دیگر عوامل، در آغاز یخبندان نقش داشته باشند. تغییرات در پیشروی محوری و بیضی‌گرایی مدار زمین، ممکن است نقطهٔ آستانهٔ لازم برای شروع یخبندان را فعال کرده باشند.
گمان می‌رود مدار زمین در آن زمان برای نیم‌کرهٔ جنوبی در وضعیت «تابستان سرد» بوده باشد.
در این وضعیت، به‌سبب تقدیم اوج و حضیض، هنگامی‌که نیم‌کره به سوی خورشید متمایل است، زمین در دورترین فاصلهٔ مداری از خورشید قرار دارد. همچنین خروج از مرکز مداری بالا نیز باعث می‌شود مدار زمین کشیده‌تر باشد که این خود اثر پیشروی محوری را تقویت می‌کند.
مدل‌های ترکیبی نشان داده‌اند که برای حفظ یخ در قطب نیم‌کرهٔ جنوبی، زمین باید در وضعیت «تابستان سرد» قرار داشته باشد.
یخبندان به‌احتمال زیاد در این وضعیت آغاز شده است، زیرا این پیکربندی امکان باقی‌ماندن برف و یخ در طول تابستان را افزایش می‌دهد.

## پایان رویداد
علت پایان یخبندان اواخر اردویسین هنوز موضوع پژوهش گسترده است، اما شواهد نشان می‌دهند که در پایان هیرنانتین، فرایند ذوب یخ‌ها به‌صورت ناگهانی رخ داده است، زیرا نهشته‌های دورهٔ سیلورین تغییری آشکار نسبت به رسوبات یخبندان اواخر اردویسین نشان می‌دهند.
اگرچه یخبندان هیرنانتین به‌سرعت پایان یافت، یخبندان‌های ملایم‌تری در دورهٔ بعدی یعنی دورهٔ سیلورین ادامه یافتند، و آخرین فاز یخبندان در اواخر دورهٔ سیلورین روی داد.

### فروپاشی یخ
یکی از دلایل ممکن پایان یخبندان هیرنانتین این است که در اوج یخبندان، یخچال‌ها بیش از حد گسترش یافتند و روی خود فرو ریختند. صفحهٔ یخی پس از رسیدن به شمال غات پایدار شد و یک سامانهٔ بزرگ دلتاهای بادبزنی پیش‌یخبندی ایجاد کرد. در اثر نوسانات کوچک مکرر یخ، کمربند چین‌خوردگی و رانش یخبندان‌ساخت شکل گرفت که در نهایت باعث فروپاشی یخچال و عقب‌نشینی آن به جنوب غات شد. پس از پایداری در جنوب غات، یخچال دوباره به‌سوی شمال پیشروی کرد. این چرخه هر بار جنوبی‌تر شد و در نتیجه باعث عقب‌نشینی بیشتر و فروپاشی بیشتر شرایط یخبندانی شد.
این چرخهٔ بازگشتی موجب ذوب یخ‌ها و بالا رفتن سطح دریا شد. این فرضیه با رسوبات یخبندان و ساختارهای بزرگ زمینی در غاتِ لیبی در حوضه مرزوق هم‌خوانی دارد.

### CO2
با افزایش صفحات یخی، هوازدگی سنگ‌های سیلیکاتی و بازالت‌ها (که در ترسیب کربن نقش دارند، سیلیکات‌ها از طریق چرخه کربنات–سیلیکات و بازالت‌ها از طریق تشکیل کلسیم کربنات) کاهش یافت؛ این کاهش باعث افزایش سطح CO2 شد و در نتیجه فرایند ذوب یخ‌ها آغاز گردید.
این ذوب یخ باعث شد تا بار دیگر سیلیکات‌ها در معرض هوا قرار گیرند (که امکان پیوند با CO2 را فراهم می‌کرد) و هوازدگی سنگ‌های بازالتی از سر گرفته شد، که دوباره باعث آغاز یخبندان شد.

## اهمیت
حتی پیش از رویداد انقراض در پایان اردویسین که باعث کاهش چشمگیر تنوع و فراوانی کیتینوزوان‌ها شد، تنوع زیستی کیتینوزوان‌ها از آغاز یخبندان آند–صحرایی کاهش یافته بود. پس از اوج تنوع در اواخر دورهٔ داریویلین، تنوع کیتینوزوان‌ها در طول اردویسین پسین کاهش یافت. تنها استثنا در قاره لورنتیا دیده می‌شود که به‌سبب موقعیت عرض جغرافیایی پایین و اقلیم گرم‌تر، تنوع کیتینوزوان‌ها در آن حفظ شد.
یخبندان اواخر اردویسین هم‌زمان با دومین رویداد انقراض بزرگ از میان پنج رویداد اصلی انقراض، یعنی رویداد انقراض اردویسین–سیلورین روی داد.
این تنها دورهٔ شناخته‌شده‌ای است که یخبندان با یک رویداد انقراض گسترده هم‌زمان شده است.
رویداد انقراض شامل دو مرحلهٔ مجزا بود.
مرحلهٔ اول به‌سبب سرمایش سریع و افزایش اکسیژن در ستون آبی اقیانوس‌ها روی داد. این مرحلهٔ نخست، شدیدتر بود و باعث انقراض بیشتر جانوران دریایی در اقیانوس‌های کم‌عمق و ژرف شد.
مرحلهٔ دوم با افزایش شدید سطح دریا همراه بود و به‌دلیل سطح پایین اکسیژن جو (حدود ۵۰٪ سطح امروزی یا کمتر)، آب‌های بی‌اکسیژن گسترش یافتند.
این بی‌اکسیژنی بسیاری از بازماندگان مرحلهٔ اول انقراض را نیز از میان برد.
در مجموع، رویداد انقراض اواخر اردویسین باعث نابودی ۸۵٪ گونه‌های جانوری دریایی و ۲۶٪ خانواده‌های جانوری شد.
فرایند ذوب یخ‌ها در پایان یخبندان دورهٔ هومرین، هم‌زمان با نخستین شکوفایی بزرگ گیاهان تولیدکنندهٔ هاگ سه‌شکافی بود، که آغازی بر انقلاب خشکی‌زی سیلورین–دوونین شمرده می‌شود.
یخبندان بعدی در میانهٔ لودفوردین باعث افت سطح دریا شد و گستره‌های وسیعی از زیستگاه‌های خشکی تازه را پدیدآورد که به‌سرعت به‌دست گیاهان تسخیر و باعث گوناگونی بیشتر آن‌ها شد.
گرمایش در دور پریدولی که پایان یخبندان آند–صحرایی را رقم زد، باعث گسترش بیشتر پوشش گیاهی شد.